# Saint George

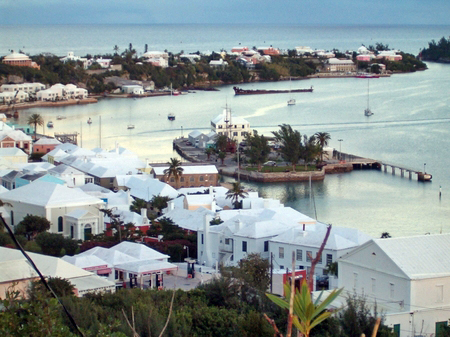
O porto da cidade.

Saint George é uma cidade e um município do arquipélago das ilhas Bermudas.